# Krenopelopia yunouresia
Krenopelopia yunouresia är en tvåvingeart som beskrevs av Sasa 1989. Krenopelopia yunouresia ingår i släktet Krenopelopia och familjen fjädermyggor. Inga underarter finns listade i Catalogue of Life.